# Tisha B'Av
Tisha B'Av eller Tish'ah b'Av (תשעה באב) er hebraisk og betyder "9. av" (av er en jødisk måned). 
Den 9. av falder som regel i slutningen af juli/starten af august i den gregorianske kalender. 
Jøderne faster denne dag i sorg over, at begge de jødiske templer blev ødelagt den dag (kong Salomons i586 f.Kr. og kong Herodes' i 70 e.Kr.). Jerusalems ødelæggelse er skelsættende begivenheder i den jødiske historie.
Det første tempel ødelagde babylonerne under kong Nebukadnezer, det andet ødelagde romerne under general Titus mens Vespasian var kejser.
Andre skelsættende begivenheder er sket på Tisha B'Av :  Det var den dag, jøderne blev fordrevet fra Spanien i 1492.